# Daniavelia
Daniavelia is een geslacht van wantsen uit de familie van de Macroveliidae. Het geslacht werd voor het eerst wetenschappelijk beschreven door Andersen in 1998.

## Soorten
Het genus is uitgestorven, monotypisch en bevat alleen de volgende soort:

- Daniavelia morsensis Andersen, 1998